# Formatie van Sint-Huibrechts-Hern
De Formatie van Sint-Huibrechts-Hern of Sint-Huibrechts-Hern-formatie (sic, afkorting: Sh) is een geologische formatie in de ondergrond van het noordoosten van België. De formatie bestaat uit een tot 30 meter dikke laag zand die afgezet werd in een ondiepe (epicontinentale) binnenzee in het vroege Oligoceen (meer precies: Laat-Priaboniaan tot Vroeg-Rupeliaan, rond 32 miljoen jaar geleden).
De formatie wordt verdeeld in twee leden. Het Zand van Grimmertingen is een pakket kleiig zand, waarin glauconiet, mica's en fossielen voorkomen. Daarbovenop ligt het Zand van Neerrepen, dat aan de basis een hardground heeft en bestaat uit fijn gelaagd wit zand, onderop vaak glauconiethoudend.
De Formatie van Sint Huibrechts-Hern behoort tot de Tongeren Groep, waartoe ook de deels gelijktijdig afgezette mariene zanden van de Formatie van Zelzate en de jongere lagunaire kleien en zanden van de Formatie van Borgloon behoren. Wanneer de laatste formatie afwezig is liggen op de Formatie van Sint Huibrechts-Hern afzettingen uit de Rupel Groep, zoals de formaties van Boom of Bilzen. Onder de Formatie van Sint Huibrechts-Hern kunnen diverse oudere lagen liggen, zoals afzettingen uit de Landen Groep of Ieper Groep (Laat-Paleoceen tot Vroeg-Eoceen). De Formatie van Sint-Huibrechts-Hern wordt gecorreleerd met het Laagpakket van Klimmen uit de Nederlandse lithostratigrafie.